# (31498) 1999 CX61
1999 CX61 (asteroide 31498) é um asteroide da cintura principal. Possui uma excentricidade de 0.24431810 e uma inclinação de 11.17164º.
Este asteroide foi descoberto no dia 12 de fevereiro de 1999 por LINEAR em Socorro.